# Kainuu
Kainuu (finlandeză Kainuun maakunta, suedeză Kajanalands landskap) este una dintre cele 20 regiuni ale Finlandei. Capitala sa este orașul Kajaani.

## Comune
Kainuu are în componență 10 comune:
| - Hyrynsalmi - Kuhmo - Puolanka - Suomussalmi - Kajaani | - Paltamo - Ristijärvi - Sotkamo - Vaala - Vuolijoki |

1. ↑   (PDF) https://www.maanmittauslaitos.fi/sites/maanmittauslaitos.fi/files/attachments/2021/01/Vuoden_2021_pinta-alatilasto_kunnat_maakunnat.pdf Lipsește sau este vid: |title= (ajutor)